# قمة قادة الإيمان العالمية كوب 28

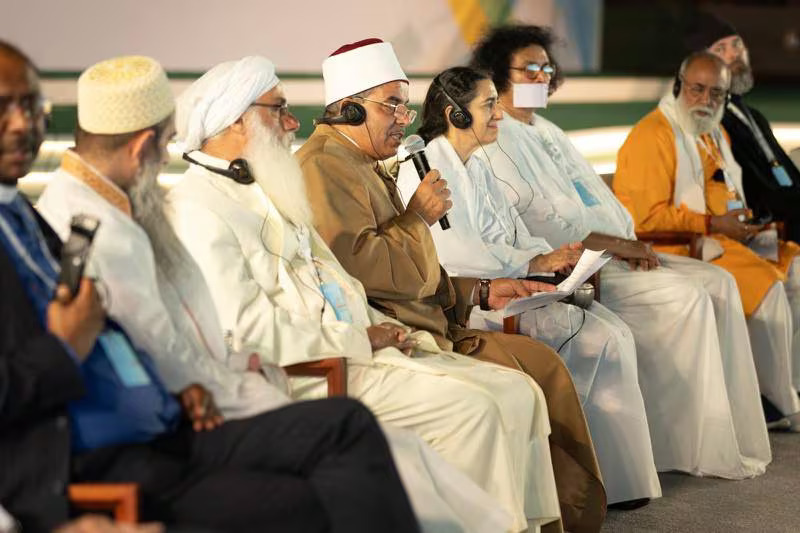
زعماء الدين يتحدثون في القمة لمكافحة أزمة تغير المناخ.

قبل انعقاد مؤتمر الأمم المتحدة لتغير المناخ (COP28) بين القادة السياسيين في العالم، نظم مجلس حكماء المسلمين مع رئاسة COP28 وبرنامج الأمم المتحدة للبيئة والكنيسة الكاثوليكية ، ورعاية رئيس دولة الإمارات العربية المتحدة الشيخ محمد بن زايد، قمة قادة الإيمان العالمية التي جمعت 28 قائدًا دينيًا لمعالجة أزمة تغير المناخ. أقيمت القمة لمدة يومين في 6-7 نوفمبر 2023 في أبو ظبي، حيث جمعت قادة الأديان المختلفين مع خبراء المناخ لمكافحة أزمة تغير المناخ.

## الإجراءات
حضر القمة الشيخ نهيان بن مبارك، والدكتور سلطان الجابر الرئيس المعين لمؤتمر الأمم المتحدة للتغير المناخي (COP28). حيث انضم مسلمون ويهود وبوذيون وسيخ وهندوس ، إلى جانب ممثلين آخرين عن أديان كبرى، إلى الدعوة للتوقيع على "التقاء الضمائر: متحدون من أجل إنعاش الكوكب". تلتزم هذه الوثيقة بمعالجة أزمة تغير المناخ ورفع الطموحات المناخية قبل مؤتمر COP28، الذي عُقد في دبي في الفترة من 30 نوفمبر إلى 12 ديسمبر 2023. سار جميع القادة في القمة على مسار يمثل خط الاستواء وقاموا بزراعة شجرة الغاف (التي تمثل الشجرة الوطنية لدولة الإمارات العربية المتحدة) قبل التوقيع على وثيقة "بيان أبو ظبي للحوار بين الأديان"، ومخاطبة الجمهور.

## الحاضرون

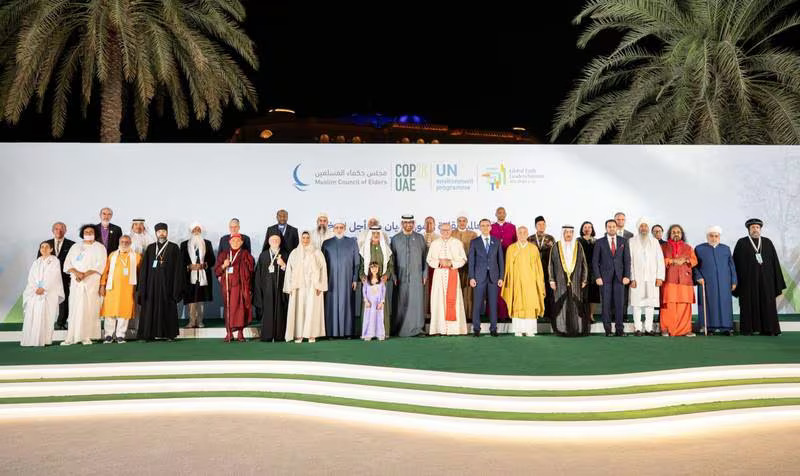
اجتمع 28 من قادة الأديان العالمية في أبو ظبي لحضور قمة المناخ COP28.

إن 28 قائدًا دينيًا الذين حضروا هذه القمة ووقعوا على البيان هم:
1. الأستاذ الدكتور محمد الدويني وكيل الأزهر الشريف ممثلاً لفضيلة الإمام الأكبر الدكتور أحمد الطيب شيخ الأزهر الشريف
2. الكاردينال بييترو بارولين ، وزير خارجية الفاتيكان، ممثلاً للبابا فرانسيس
3. حسين برهان الدين ، ممثل سيدنا مفضل سيف الدين ، سلطان طائفة البهرة الداوودية[9][10]
4. شينكاي كوري، رئيس كهنة معبد نينبوتسوشو سامبوزان موريوجوجي
5. البطريرك برثلماوس الأول، بطريرك القسطنطينية المسكوني
6. مولين أشيمباييف، رئيس مؤتمر زعماء الأديان العالمية والتقليدية
7. أستاذ دارما هسين تاو ، مؤسس جمعية لينغ جيو الجبلية البوذية
8. الأب غريغوري ماتروسوف، ممثل البطريرك كيريل ، بطريرك موسكو وجميع روسيا
9. ساتبال سينغ خالصة، رئيس السلطة الدينية والروحية للديانة السيخية في نصف الكرة الغربي
10. ماهابراهماريشي شري كومار سوامي، رئيس البرلمان العالمي للإنسانية
11. سوامي أمريتاسواروباناندا، رئيس تلاميذ سري ماتا أمريتاناندامايي ديفي[11]
12. أشاريا لوكيش موني ، مؤسس مركز فيشوا شانتي كيندرا
13. شيخ الإسلام الله شكر باشا زاده ، المفتي العام للقوقاز
14. الأخت مورين جودمان، مديرة براهما كوماريس في المملكة المتحدة
15. الأنبا إرميا، رئيس المركز الثقافي القبطي الأرثوذكسي
16. الشيخ رشاما ستار جبار حلو، رئيس الصابئة المندائيين في العراق والعالم
17. رئيس الأساقفة جوليو موري من الكنيسة الأنجليكانية في أمريكا الوسطى، ممثلاً عن جاستن ويلبي ، رئيس أساقفة كانتربري
18. مار إغناطيوس أفرام الثاني بطريرك أنطاكية وسائر المشرق
19. القس جيري بيلاي ، الأمين العام لمجلس الكنائس العالمي
20. الدكتور محمد خليل نفيس، رئيس مجلس العلماء الإندونيسي
21. الحاخام موشيه ليوين، نائب رئيس مؤتمر الحاخامات الأوروبيين
22. باني دوغال، الممثل الرئيسي للجماعة البهائية الدولية
23. موهيندر سينغ أهلواليا ، زعيم جورو ناناك نيشكام سيواك جاثا
24. الحاخام الأكبر ديفيد روزن ، الرئيس الدولي لمنظمة الأديان من أجل السلام
25. الدكتور سالم بن محمد آل مالك، المدير العام لمنظمة العالم الإسلامي للتربية والعلوم والثقافة
26. الأسقف توماس شيرماخر، الأمين العام للتحالف الإنجيلي العالمي
27. ديبرا بودرو، الرئيسة التنفيذية لمؤسسة تسي تشي البوذية
28. توكيتا هوزومي يمثل القس كو أوكادا المرشد الروحي لسوكيو ماهيكاري[12][13]

## الجناح الديني
خلال قمة COP28 في شهر ديسمبر، تمت استضافة الجناح الديني من قبل مجلس حكماء المسلمين، وCOP28، وبرنامج الأمم المتحدة للبيئة، وتحالف يضم أكثر من 70 منظمة.
يسمح هذا الجناح للقادة الأديان بإطلاق المبادرات وتقديم الأفكار التي من شأنها مساعدة الدول والشعوب المختلفة في مكافحة أزمة تغير المناخ.

## روابط خارجية
- بيان مشترك بين الأديان لمؤتمر الأطراف الثامن والعشرين